# Елліс Міннз
Елліс Говелл Міннз (Ellis Hovell Minns; 1874—1953) — британський історик античності та славіст, професор Кембриджського університету. У своїх наукових працях розглядав, серед іншого, античну історію Південної України.

## Життєпис
Син англіканського пресвітера Джорджа Вільяма  Міннза, вікарія парафії Вестон у східному Гемпширі. Преподобний Міннз захоплювався історією та старожитностями і був членом авторитетного Лондонського товариства антикварів (Society of Antiquaries of London). Елліс Міннз згодом стверджував, що саме підтримка батька, його приклад та виховання визначили його життєвий та науковий шлях.
Закінчивши престижну школу Чартергаус, Елліс Міннз розпочинає навчання в кембриджському Пемброк-коледжі. У виші він вирішив посилено студіювати не античність, як планував раніше і якою продовжував цікавитися, а славістику. Перших серйозних успіхів у цій царині він досягнув уже не в Кембриджі, а в Парижі, де під керівництвом керівника кафедри російської мови Школи східних мов Поля Буайє повністю опанував російську.
Протягом 1898—1901 перебував на теренах Російської імперії. Тут він заклав основи своєї наукової кар'єри, влаштувавшись на стажування до бібліотеки Імператорської археологічної комісії, а згодом — до Імператорського Ермітажу та Історичного музею в Москві. Ця робота дозволила Міннзу за короткий термін стати провідним західним фахівцем у царині російської археології — один з небагатьох європейських істориків він вільно володів російською, мав змогу ознайомитися з найновішими археологічними публікаціями Російської імперії, отримав досвід практичної роботи у сфері археологічного музейництва в провідних наукових закладах Петербурга й Москви. Своє стажування в російських столицях Міннз доповнив також подорожами до Казані, Києва, Одеси та інших помітних губернських наукових центрів. Ці подорожі дозволили йому безпосередньо ознайомитися з топографією країни, на власні очі побачити ключові пам'ятки археології.
Внаслідок подорожей Російською імперією у Міннза з'явилися знайомі та друзі не тільки серед столичних науковців, але й серед провінційних дослідників. Згодом, повернувшись до Великої Британії, вчений листувався з десятками своїх кореспондентів у Російській імперії, а відтак одним з перших отримував відомості про нові відкриття, ознайомлювався з надісланими йому свіжими виданнями, стежив за інтерпретацією тих чи інших історичних явищ різними школами і дослідниками. Був членом ряду наукових товариств Російської імперії, зокрема Імператорського Російського археологічного товариства.
Після повернення до Великої Британії зайняв посаду викладача славістики і бібліотекаря Пемброк-коледжу. У 1906 паралельно влаштувався на неповну ставку викладачем палеографії Класичного факультету. Сучасники згадували про Еліса Міннза як про сумлінного працівника, який повністю виконував свої зобов'язання перед обома установами, але зосереджений був у першу чергу на створенні власного інтелектуального продукту.
Протягом 1901—1911 років працював над узагальненням своїх відомостей про археологію Північного Причорномор'я. Взяв участь у підготовці одинадцятого («кембриджського») видання фундаментальної «Encyclopaedia Britannica» (1911). У цій редакції енциклопедії Міннзу належать ключові статті зі славістики («Російська мова», «Слов'яни», «Словаки», «Словенці», «Серби», «Кашуби») та античної історії Південної України («Алани», «Бастарни» «Будини», «Кіммерійці», «Сармати», «Скіфія», «Таври», «Тіра», «Феодосія», «Херсонес», «Язиги» та ін.).
В 1920 Міннзу присудили почесний ступінь доктора Кембриджського університету. У 1926 він отримав впливову посаду «діснеївського» професора археології на Факультеті археології та антропології Кембриджського університету (з 1851 вона фінансувалася з окремого фонду, закладеного меценатом Джоном Діснеєм; Міннз став шостим «діснеївським» професором). Не залишив він і своєї праці в Пемброк-коледжі: у 1928 його обрали президентом цього університетського підрозділу, а з 1947 і до своєї смерті у 1953 він працював там на посаді старшого наукового співробітника.

## Науковий доробок
Науковий доробок Елліса Міннза у царині славістики та античних студій Північного Причорномор'я уже в міжвоєнні роки було повсюдно визнано класичним. Світове визнання у науковому світі йому забезпечила узагальнююча праця «Скіфи та греки» («Scythians and Greeks»), видана у 1913.

## Зв'язки з Україною
Елліс Міннз підтримував тісні наукові та дружні контакти з рядом українських науковців, зокрема Вікентієм Хвойкою та Віктором Гошкевичем.
Елліс Міннз був членом Одеського товариства історії та старожитностей, також мав почесне звання доктора грецької словесності Київського університету святого Володимира.

## Меч Сталінграда
Основна стаття: Меч Сталінграда
В 1943 британський уряд звернувся до Міннза, як провідного спеціаліста «у російських справах», з проханням сформулювати російською мовою текст дарчого напису на символічному мечі, який мав бути переданий радянській стороні як вияв захоплення героїзмом радянських військ у Сталінградській битві. 29 листопада 1943 Вінстон Черчилль передав цей дарунок Йосипу Сталіну під час Тегеранської конференції. Сьогодні «Сталінградський меч», визнаний одним з найкращих зразків сучасного художнього кування, експонується в Музеї Сталінградської битви (Волгоград, Російська Федерація).

## Головні наукові праці
- Minns E. H. Scythians and Greeks. A survey of ancient history and archaeology on the north coast of the Euxine from the Danube to the Caucasus / Ellis Minns. — Cambridge: Cambridge University Press, 1913. — 720 p.